# يوجين مخلوف
يوجين ميشيل مخلوف (28 أبريل 1932 في حيفا – 7 أكتوبر 2024 في ستوكهولم) طبيب أسنان ودبلوماسي فلسطيني، كان ممثلًا لمنظمة التحرير الفلسطينية لدى مجلس الكنائس العالمي في جنيف، وممثلًا مقيمًا للمنظمة لدى السويد وغير مقيم لدى النرويج والدنمارك وجمهورية أيرلندا وآيسلندا.

## حياته
وُلد يوجين مخلوف في مدينة حيفا عام 1932 إبان فترة الانتداب البريطاني على فلسطين، درس في مدرسة الفرير في حيفا والقدس، وهاجر إلى لبنان نتيجة لحرب 1948. درس جراحة الفم والأسنان في كلية الطب الفرنسية في بيروت، وعمل في لبنان وفي الكويت لدى وزارة الصحة الكويتية.
ساهم في تأسيس جمعية الهلال الأحمر الفلسطيني في بيروت عام 1968.
فُوض لرئاسة الخدمات الصحية في غرب بيروت خلال اجتياح إسرائيل للبنان عام 1982.
كان أول ممثل لمنظمة التحرير الفلسطينية لدى مجلس الكنائس العالمي، ولاحقًا كلف بمهام ممثل منظمة التحرير لدى السويد وبقي في المنصب بين عامي 1983 وحتى تقاعده عام 2006. بالإضافة إلى ذلك كان ممثلًا غير مقيمًا لمنظمة التحرير لدى النرويج وآيسلندا والدنمارك وجمهورية أيرلندا.
لاحقًا استقر في السويد.

## وفاته
تُوفي في 7 أكتوبر 2024 في العاصمة السويدية ستوكهولم عن عمر ناهز 92 عامًا ودُفن فيها.